# 월간 플라워스

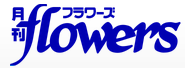

《플라워스》(flowers)는 쇼가쿠칸이 발행하는 일본의 여성 만화 잡지이다. 매달 28일에 발행된다. 2004년에 《프티 플라워》에서 재창간되었다.

## 연재 작품
- 세븐 시즈
- 바닷마을 다이어리